# Волжанский, Владимир Александрович
Владимир Александрович Волжа́нский (настоящая фамилия — Волжа́нкин) (1917—1983) — советский и российский артист цирка (канатоходец, акробат, эквилибрист), режиссёр, конструктор цирковой аппаратуры. Народный артист СССР (1979).

## Биография
Владимир Волжанский родился 30 мая 1917 года в Иваново-Вознесенске (ныне — Иваново).
В 1933 году окончил Техникум циркового искусства (ныне Государственное училище циркового и эстрадного искусства) в Москве.
С 1934 года работал в системе Госцирка.
Выступал с акробатическим номером «Ханд-вольтиж» (партнёры — брат Николай, В. Борисова (Щетинина, Валези) и И. Фридман (псевдоним — Вольман). В 1934 в цирке Ростова-на-Дону эта труппа выпустила новый номер — «Копф-вольтиж», являясь первыми и единственными исполнителями этой разновидности акробатики.
С 1939 года работал и как режиссёр, поставив по собственному сценарию большую пластико-акробатическую сюиту с элементами эквилибристики — «Лесная идиллия».
В 1944 году, ко 2-му Всесоюзному конкурсу циркового искусства подготовил сольное выступление — эквилибристика на оригинальном аппарате собственной конструкции (ажурная колонна из труб с подвижными рычагами-кронштейнами на вершине).
В 1950-е годы выступал как реформатор циркового искусства, создатель принципиально новых номеров, трюков и оригинальной аппаратуры. В 1950 году сконструировал удобный, быстро устанавливаемый аппарат для номера «Наклонный канат» и подготовил эквилибристический номер (партнёры — Н. Волжанский, Е. Авдеева, Н. Банных).
Продолжая работать над номером, на той же аппаратуре создавал его различные модификации: «Звёздные канатоходцы», «Преодоление», «В мире звёзд».
Воспитал целую плеяду мастеров цирка.
Умер 3 октября 1983 года в Москве. Похоронен на Ваганьковском кладбище (35-й участок).

### Династия
Партнёрами в номерах Владимира Волжанского были:
- Брат — Николай Александрович Волжанский (1913—1990)
- Жена — Марианна Иродионовна Волжанская (25.03.1918—2015), оставила манеж в 1976 году
- Дочь — Марианна (род. 06.03.1938), ученица отца, выступала в цирке с детства, заслуженная артистка РСФСР (1982)
- Муж дочери — Александр Иванович Асадчев (род. 1936), участник труппы до 1975, выступал также как музыкальный эксцентрик
  - Внучка — Мария Александровна Асадчева (р. 1965), вошла в аттракцион в качестве верхней, смогла полностью заменить мать, получившую в 80-х годах серьёзную травму.
- Сын — Владислав Владимирович Волжанский (1939—1997), исполнял в номерах уникальные трюки, заслуженный артист РСФСР (1980)
- Жена сына — Евгения (до замужества Пухова) (род. 1937)
  - Внук — Владимир Владиславович (род. 1961)
- Племянник — Вячеслав Диодорович Золкин, работал в труппе до 1976 года.

С 1984 года аттракционом, созданным Владимиром Александровичем Волжанским, руководит дочь Марианна.
В настоящее время в аттракционе не осталось потомков Владимира Александровича. Все они предпочли цирковым гастролям размеренный оседлый образ жизни. Аттракционом руководит ученик и наставник династии преданно и бережно сохраняющий его традиции и масштаб Игорь Михайлович Гринько (26.05.1965 г.р.).

## Звания и награды
- Заслуженный артист РСФСР (15.10.1958)
- Народный артист РСФСР (30.09.1969)
- Народный артист СССР (23.08.1979)
- Государственная премия СССР (1978) — за создание циркового спектакля «Прометей».

Династия Волжанских — лауреаты Всесоюзного конкурса циркового искусства (1977), обладатели «Оскара» Королевского цирка Бельгии (1963), «Серебряного клоуна» Монте-Карло (1998).

## Фильмография
- 1969 — Парад-алле (фильм-концерт) — канатоходец

## Видео
- Канатоходцы Волжанские в Ивановском цирке имени В. А. Волжанского. - 09.04.2017

## Память
- В 1997 году в Иванове именем В. Волжанского назван Ивановский государственный цирк.